# Искусство майя

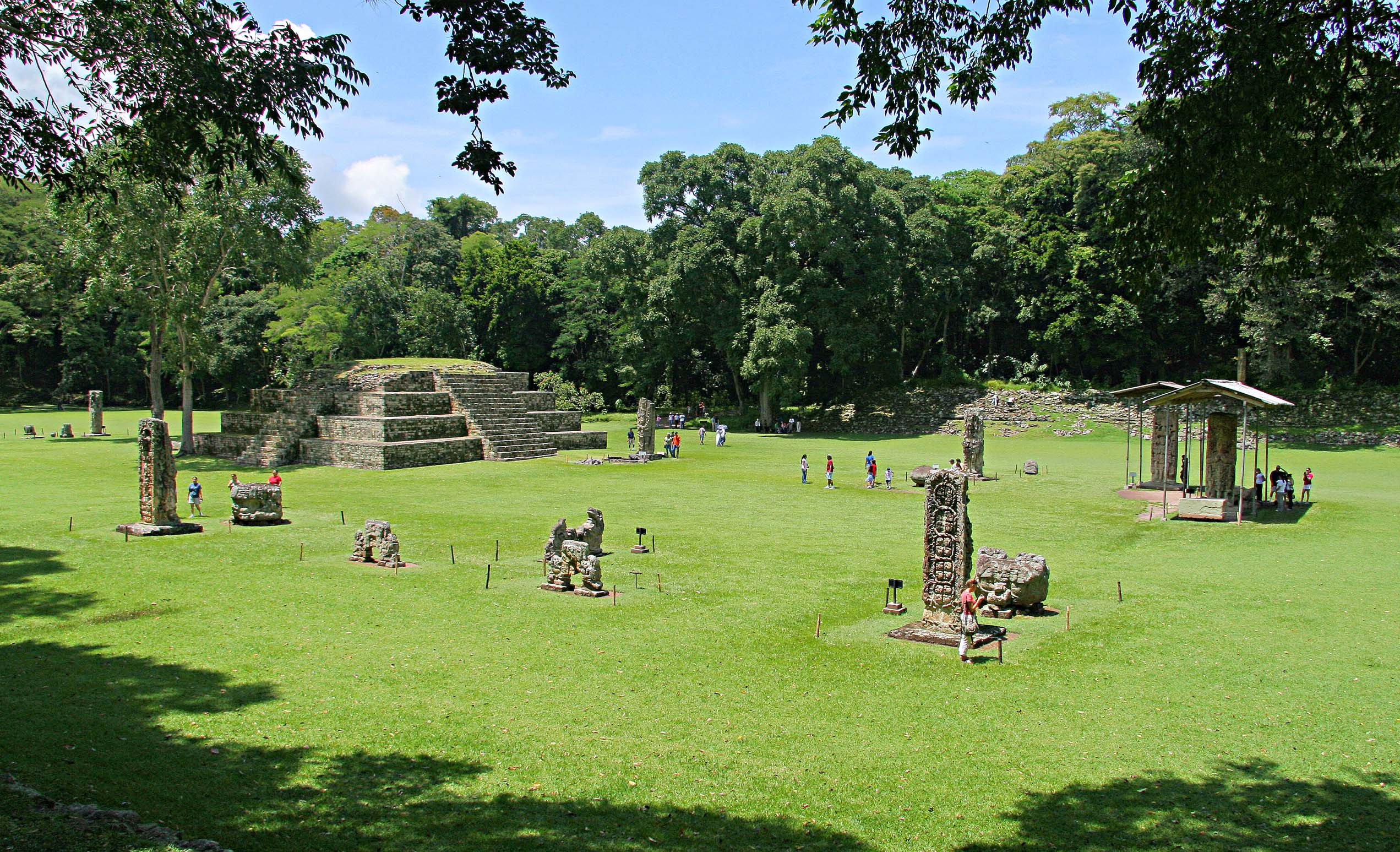
Главная площадь Копана

Искусство майя — искусство мезоамериканской цивилизации майя.

## Создание и особенности
Майя создавали свои предметы искусства с помощью деревянных и каменных орудий, железо они начали использовать лишь в XI веке нашей эры, но распространению среди майя металлических орудий помешало испанское завоевание.
В каждом царстве майя были своеобразные региональные школы. Эти школы создавали стиль и традиции искусства в своем царстве, которым надлежало следовать.
В произведениях искусства майя отражались представления о могуществе и значительности человека. Многие произведения искусства старались передать черты реальной жизни, добивались живых образов. Изобразительное искусство использовалось элитой майя как идеологическое оружие. Большинство произведений восхваляло мощь и величие царей и элиты, утверждало что божества майя обладают безграничной силой. Царей майя изображали следуя определенным правилам, которые были нацелены на их возвеличивание.
Искусство майя стало доминирующим в классический период.
Огромное количество произведений искусства майя было уничтожено испанцами после завоевания Эрнаном Кортесом Мексики. Однако, искусство майя оказало большое влияние на современное Мексиканское, Гондурасское и Гватемальское искусство. Испанские здания воздвигали в основном индейцы, помнившие архитектуру и скульптуру своих предков. Традиции искусства майя передавались индейцами из поколения в поколение. Однако, живописное искусство майя было забыто, интерес к нему появился только после открытия фресок Бонампака и Теотиуакана.

## Влияние

### Влияние других народов

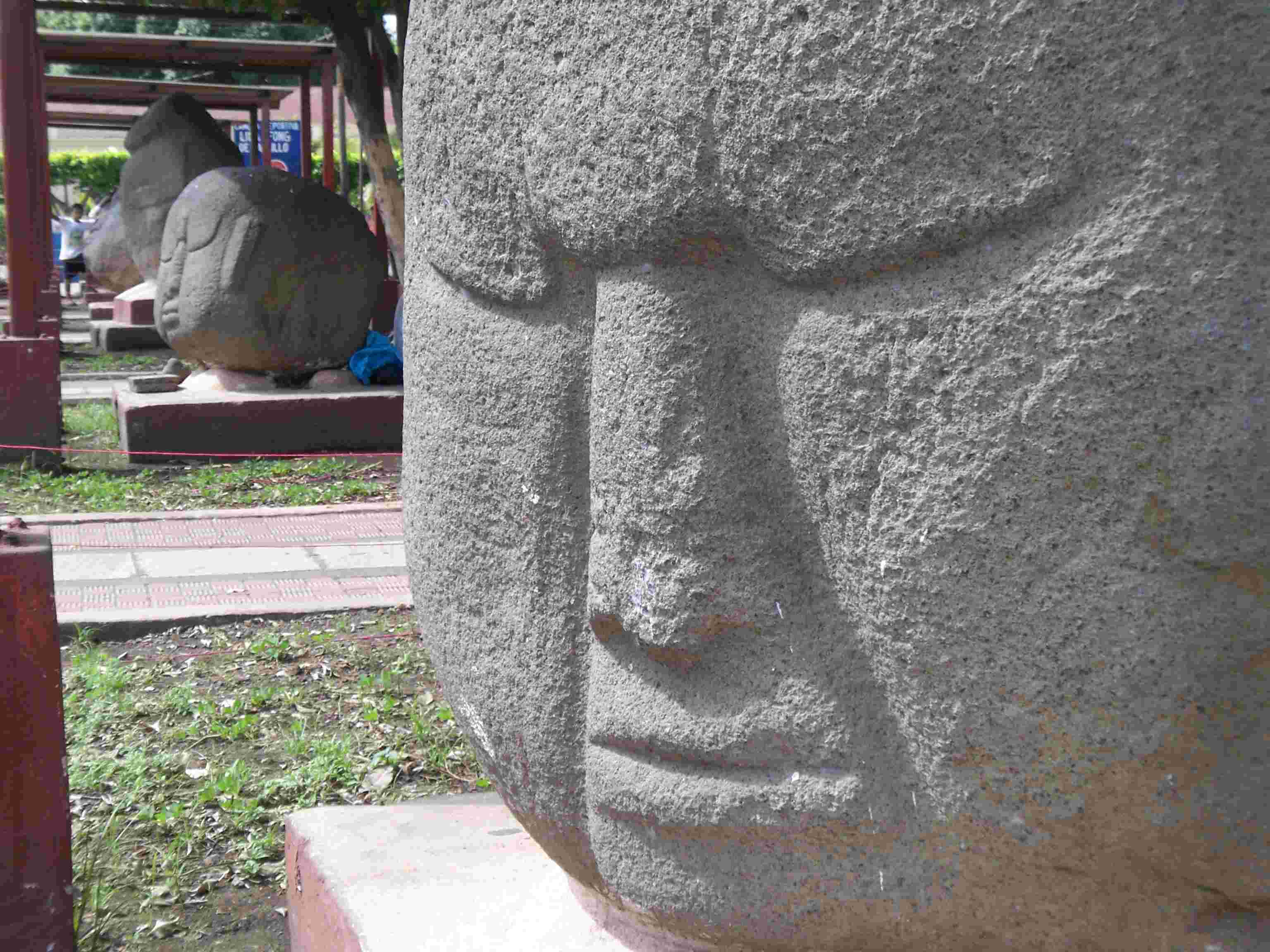
Гигантские каменные головы с Монте-Альто, один из памятников, свидетельствующих о влиянии ольмеков на майя

В ранний период развития искусства майя северные и центральные области майя испытывали влияние культуры ольмеков, однако, это влияние было слабым. В частности, в то время, под воздействием культуры ольмеков, майя создавали круглые скульптуры.
Южные области майя испытывали сильное влияние Теотиуаканской культуры, причём влияние было очень сильным. Возможно, некоторые южные цари майя были родом из Теотиуакана, либо Теотиуакан обладал экономическим, политическим и идеологическим господством над южными майя.
В постклассический период (XI-XII веках нашей эры) искусство майя частично (в первую очередь, в Чичен-Ице и Майяпане) было под воздействием завоевавших майя тольтеков. В частности, в городе майя Чичен-Ице тольтеки построили здания с собственной архитектурой.

### Влияние географических особенностей местности
Географическая среда также влияла на искусство майя. От неё зависело количество возможностей художника, а также, его вдохновение. Кроме того, особенности определённых местностей влияли и на характер искусства. Например, на севере полуострова Юкатана на монументах майя было огромное количество масок бога дождя Чаака. Причиной этого было малое количество воды в этой местности.

## Подвиды

### Архитектура
Архитектуру майя отличали арки, внутренние своды, симметричные и правильные фигуры, а также стилизованная внешняя отделка.

### Живопись
Основным предназначением живописи майя было украшение, однако кроме того, живопись также имела определённый исторический и религиозный смысл. Росписи майя были найдены в Вашактуне, Бонампаке и Паленке.

### Музыка
Музыка майя была тесно связана с их песнями, а также с религией. Музыка охватывала различные части жизни майя. Существовали специальные боги, отвечавшие за музыку. В качестве инструментов использовали свистки, барабаны самых разных видов, а также тростниковые либо деревянные трубы. Также применяли трещотки и погремушки. Кроме того, у майя был свой особый уникальный музыкальный инструмент, ныне использующийся в кубинских народных оркестрах.
Из-за связи с религией музыку майя запрещали и репрессировали конкистадоры.

### Скульптура
Уцелело относительно много памятников скульптуры майя, несмотря на агрессию католической церкви.
Основной тематикой скульптуры майя было изображение богов, царей и жрецов. Их изображения были максимально идеализированы. Изображения простого люда наоборот, были подчёркнуто униженны.
Скульптура майя сочетала стилизованные и рельефные фигуры. Майя часто использовали свои скульптуры для украшения зданий, в частности, примером этого является пирамида в Чичен-Ице.